# Hyalurga modesta
Hyalurga modesta là một loài bướm đêm thuộc phân họ Arctiinae, họ Erebidae.